# 밥 (잡지)
밥(Bop)은 10세 어린이와 청소년을 위한 월간 미국 연예 잡지였다. 1983년 여름에 출판을 시작했으며 타이거 비트지를 발행하는 로퍼 미디어에서 출판했다. 밥지의 본사는 캘리포니아주 스튜디오시티에 있었다.
인기 있는 기사로는 기사, 미니 잡지, 인터뷰, 그리고 플라이 프리 투 할리우드(Fly Free To Hollywood) 콘테스트가 있었는데, 독자들은 스타들의 눈을 맞히거나, 단어 찾기에서 이름을 찾거나, 머리 모양으로 식별하는 등(사진에는 얼굴이 검게 칠해진 유명인들이 있었다) 정확하게 스타를 추측해야 했다. 빅 바퍼(Big Bopper)라는 스핀오프 잡지는 나중에 BB로 불렸고, 1986년 가을에 발행되어 2000년까지 출판되었다. 밥지와 타이거 비트지는 편집자를 공유하고 같은 유명인들을 다루었기 때문에 매우 비슷했다. 밥지는 1998년에 설립자들(줄리 젠킨스, 티나 나우만, 케리 로퍼, 스콧 로퍼)에 의해 프리미디어에 매각되었다. 프리미디어는 2003년에 이를 (타이거 비트지와 함께) 스콧 로퍼에게 매각했다. 밥지는 2014년 7월에 출판을 중단했다.